# NGC 1703
NGC 1703 is een balkspiraalstelsel in het sterrenbeeld Goudvis. Het hemelobject werd op 4 december 1834 ontdekt door de Britse astronoom John Herschel.

## Synoniemen
- PGC 16234
- ESO 119-19
- AM 0452-594
- IRAS04521-5949